# Veendam
Veendam es un municipio y una ciudad de la provincia de Groninga en los Países Bajos. Tiene una superficie de 78,68 km², de los que 2,61 km² están ocupados por el agua. En marzo de 2014 contaba con una población de 27.777 habitantes.
El municipio recibió sus actuales límites en 1969, cuando se anexionó Wildervank, e incluye las poblaciones siguientes: Bareveld, Borgercompagnie, Kibbelgaarn, Korte Akkers, Numero Dertien, Ommelanderwijk, Tripscompagnie, Veendam, Westerdiepsterdallen, Wildervank, Wildervanksterdallen y Zuidwending.
Está comunicado con Groninga por ferrocarril, con estación en Veendam.
En el municipio han nacido personalidades conocidas, como el botánico Herman Johannes Lam (1892-1977), el arquitecto Evert van Ligne (1895-1964) o el ciclista Niels Scheuneman.

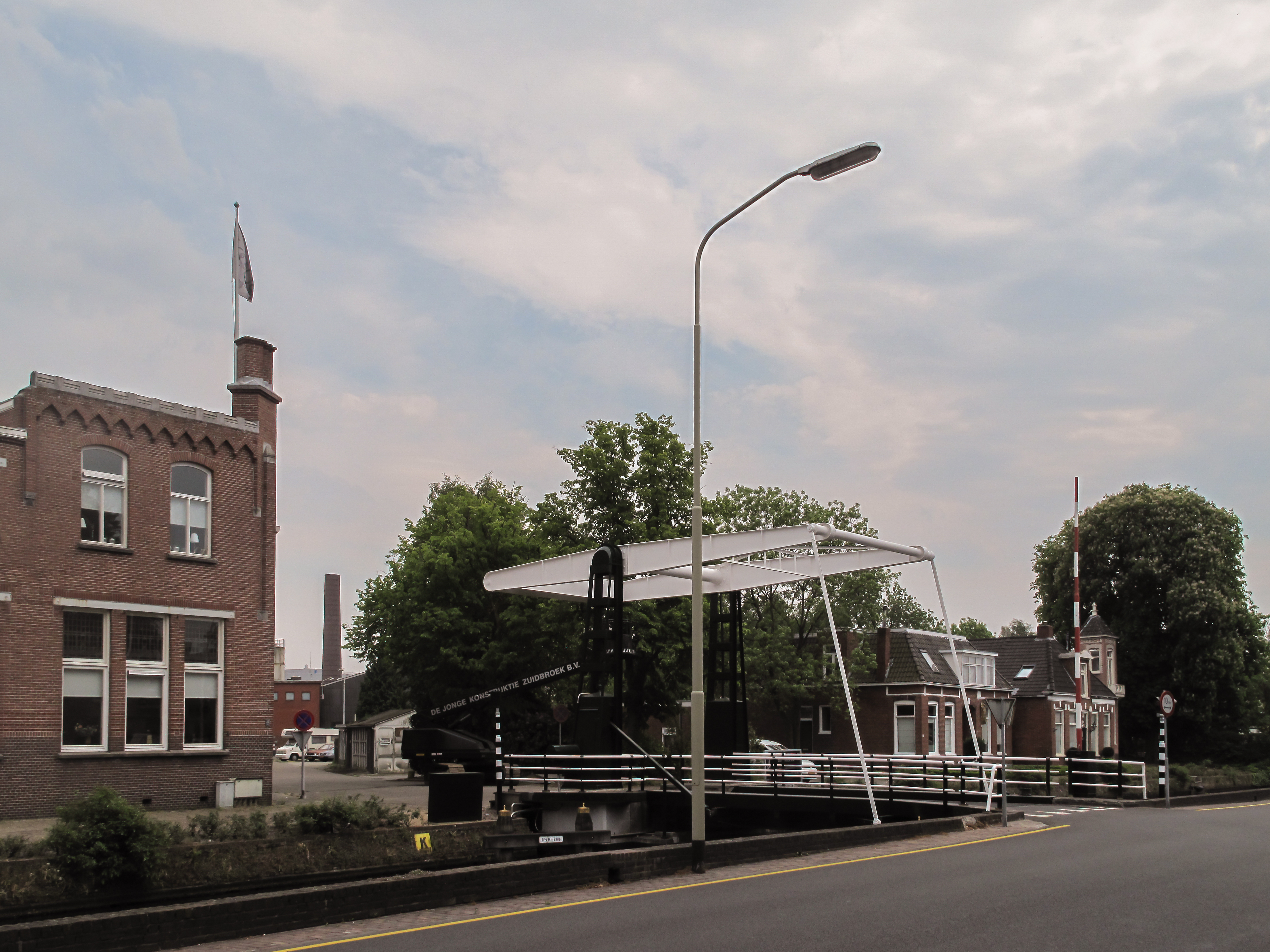
Veendam, el puente basculante

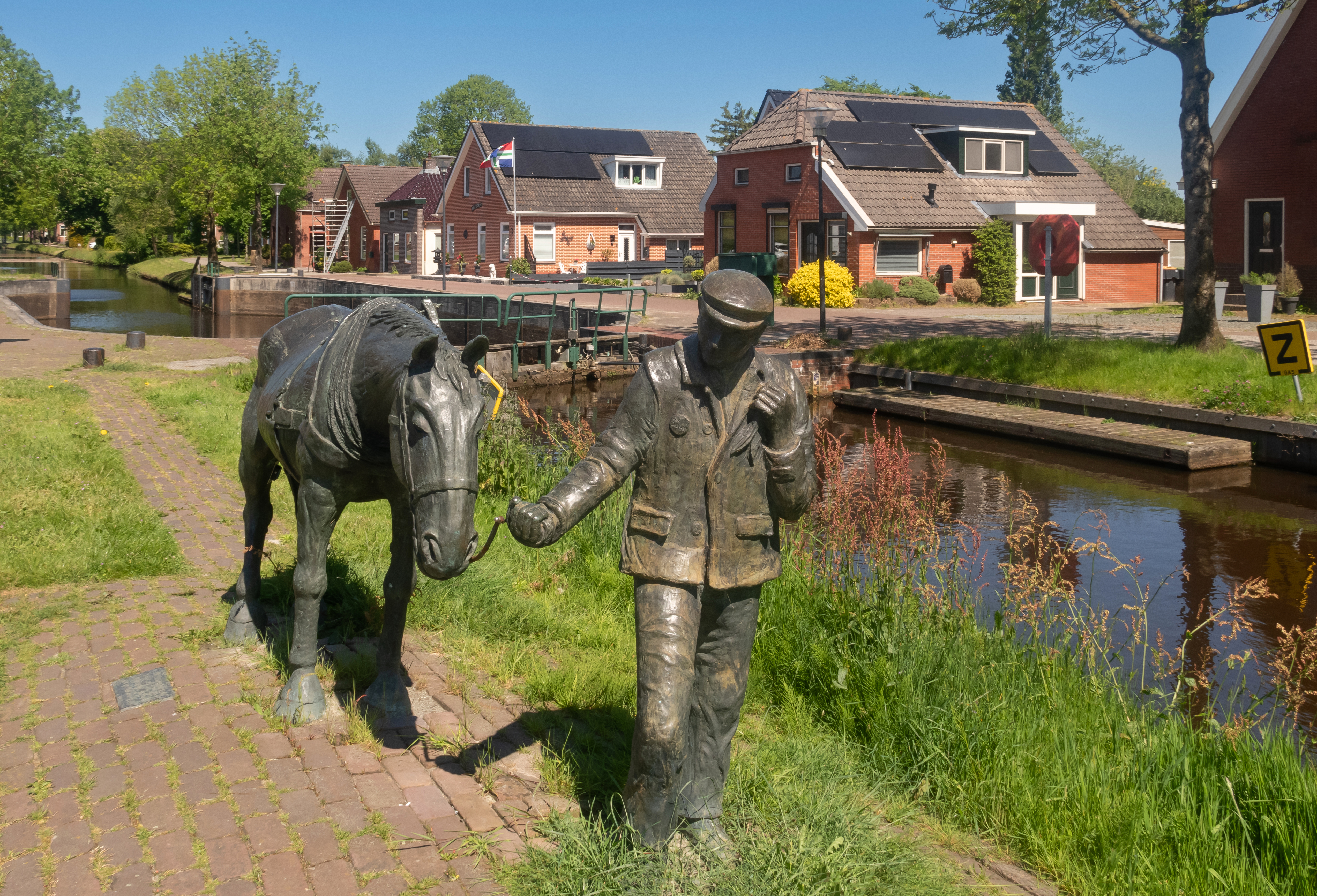
Wildervank, la escultura (Scheepsjager) diseñada por Maria Klinkenberg